# 皇室战争职业联赛
皇室战争职业联赛（英語：Clash Royale League，简称CRL）是Supercell旗下手游《皇室战争》的電子競技比赛，包含東方和西方兩大赛区。每大赛区根据配比名额的队伍将进军全球总决赛，自2019年春季賽起，原北美洲、歐洲及拉丁美洲三大賽區合併為西方賽區。自2020年春季賽起，原中國及亞洲賽區合併為東方賽區。

## 全球總決賽

### 2017年
說明：
2017年於英國倫敦舉辦皇室戰爭全球總決賽（CCGS），當年全球總決賽為個人賽制，由各賽區爭奪特定名額，共計16位選手晉級世界賽，賽制為每場對戰皆為BO3，而總決賽採BO5。
各賽區晉級選手：
東南亞賽區：YaoYao（台灣）、Tali（越南）
中國賽區：Winds（中國）、Quiet（中國）
美國賽區：MusicMaster（美國）、CMcHugh（美國）、Coltonw83（美國）
日本賽區：Fuchi（日本）、Amaterasu（日本）
韓國賽區：X-bow Master（韓國）、Geltube（韓國）
拉丁美洲賽區：Adrian Peidra（墨西哥）、Sergioramos：)（墨西哥）
歐洲賽區：Berin（德國）、loupanji（法國）
外卡賽冠軍：Electrify（以色列）
結果：總決賽由Sergioramos:)迎戰MusicMaster，於BO5賽制中Sergioramos:)以3:1擊敗MusicMaster。

### 2018年
2018年於日本東京舉辦皇室戰爭全球總決賽，該年賽制為團體賽，由五大賽區之冠軍及地主隊共六支戰隊，爭奪世界冠軍。賽制為各隊之keyplayer打循環賽爭奪前二名，勝者成為種子戰隊，直接晉級四強，而每場皆為BO3賽制（2v2,1v1,KOH）而總決賽為BO5賽制（2v2,1v1,1v1,1v1,KOH）。
各賽區冠軍戰隊：
中國賽區：NOVA Esports （種子預選賽獲勝戰隊）
拉美賽區：Vivo keyd （種子預選賽獲勝戰隊）
亞洲賽區：KING-ZONE Dragon X
歐洲賽區：Team Queso
北美賽區：Immortals
日本地主戰隊：PONOS Sports
結果：六強比賽中，PONOS Sports擊敗Immortals，KING-ZONE Dragon X戰勝Team Queso。四強比賽，NOVA Esports 贏下KING-ZONE Dragon X，而Vivo keyd力斬PONOS Sports。最後總決賽由NOVA Esports對陣Vivo keyd ，第一盤2v2由VK戰隊拿下，而NOVA戰隊憑藉小陳、Auk、Lciop三人連取3盤1v1而奪下世界冠軍。

### 2019年
2019年於美國洛杉磯舉辦皇室戰爭全球總決賽，該年賽制為團體賽，原五大賽區合併成三大賽區，由三賽區之冠、亞軍共六支戰隊，爭奪世界冠軍。賽制同為各隊隊內之選手（可任意更換）打循環賽爭奪前二名，勝者成為種子戰隊，直接晉級四強，而每場皆為BO3賽制（2v2,1v1,KOH）而總決賽為BO5賽制（2v2,1v1,1v1,1v1,KOH）。
各賽區冠、亞軍戰隊：
中國賽區：NOVA Esports、W.EDGM
亞洲賽區：OGN Entus、FAV Gaming
西方賽區：SK Gaming、Team Liquid
結果：六強賽，NOVA Esports不敵W.EDGM，而Team Liquid戰勝OGN Entus。四強賽W.EDGM擊敗FAV Gaming，Team Liquid戰勝SK Gaming。最終W.EDGM與Team Liquid會師總決賽，最終Team Liquid以3:1力斬W.EDGM奪下最終的總冠軍。

### 2020年
2020年原預定於中國上海舉辦皇室戰爭全球總決賽但由於2019新型冠狀病毒肆虐全球，故有可能於線上舉辦世界賽。該年賽制為團體賽，原三大賽區合併成東西兩大賽區，由兩賽區之前四名之戰隊共八強，爭奪世界冠軍。
各賽區前四名戰隊（西方賽區季賽仍在進行）：
東方賽區：PONOS Sports、NOVA Esports、FAV Gaming、W.EDGM
西方賽區：SK Gaming、Tribe Gaming、Pain Gaming、Team Queso
大事記載：Nova esport 大爆冷門2：3敗給paiN gaming 
```
       Team Queso 讓2追3 SK gaming拿下冠軍
```

### 2021年
因應新冠肺炎肆虐全球，將原本的團體賽制改為個人賽制，共計八個月的獎盃競速賽、千人瑞士輪賽制、32強月度資格賽、8強月度決賽，分別給予不同積分，最後取積分前24名與敗部資格賽8名，共計32名世界頂尖選手共同角逐世界冠軍。
第一賽季月度決賽：
冠軍：Light（埃及）
亞軍：King Miniminter（祕魯）
季軍：KK（日本）
殿軍：Yuya（日本）
5.6名：Line（韓國）、Ruben（西班牙）
7.8名：Hajime（日本）、Richard（墨西哥）

第二賽季月度決賽：
冠軍：Line（韓國）
亞軍：Morten（德國）
季軍：airsurfer（美國）
殿軍：Khazardy（俄羅斯）
5.6名：SamuelBassotto（巴西）、King Miniminter（祕魯）
7.8名：Pandora（日本）、Marc（德國）

第三賽季月度決賽：
冠軍：Taa（日本）
亞軍：Sandbox（韓國）
季軍：Morten（德國）
殿軍：Schwarzen（德國）
5.6名：DarkAngel（西班牙）、Rad（日本）
7.8名：SamuelBassotto（巴西）、Robtherock（荷蘭）
第四賽季月度決賽：
冠軍  ：Ruben（西班牙）
亞軍：Light（埃及）
季軍：SamuelBassotto（巴西）
殿軍：Viiper（法國）
5.6名：Sandbox（韓國）、Higher（中國）
7.8名：Guriko（日本）、Yunus（土耳其）

第五賽季月度決賽：
冠軍：Lucas（巴西）
亞軍：KK（日本）
季軍：Ruben（西班牙）
殿軍：Kodigo（哥倫比亞）
5.6名：Tico（巴西）、Wallace（巴西）
7.8名：Viiper（法國）、Surg TS（巴西）
第六賽季月度決賽：
冠軍：Lucas（巴西）
亞軍：Mini Mau（玻利維亞）
季軍：Reichert（德國）
殿軍：Viiper（法國）
5.6名：Sado（韓國）、SamuelBassotto（巴西）
7.8名：Light（埃及）、Agonyking（委內瑞拉）
第七賽季月度決賽：
冠軍：Sandbox（韓國）
亞軍：Light（埃及）
季軍：Coco（韓國）
殿軍：Brewzany（美國）
5.6名：Victor（葡萄牙）、DarkAngel（西班牙）
7.8名：Famouskid（新加坡）、Surg TS（巴西）
第八賽季月度決賽：
冠軍：Higher（中國）
亞軍：Ardentoas（墨西哥）
季軍：Guriko（日本）
殿軍：Adriel（多明尼加）
5.6名：Sandbox（韓國）、BobTheRock（荷蘭）
7.8名：Lucas（巴西）、Furkanarabaci（土耳其）

全球總決賽32強名單：
| 國家     | 選手            | 積分 |
| -------- | --------------- | ---- |
| 埃及     | Light           | 1065 |
| 巴西     | Lucas           | 925  |
| 韓國     | Sandbox         | 825  |
| 法國     | Viiper          | 815  |
| 巴西     | SamuelBassotto  | 745  |
| 西班牙   | Ruben           | 656  |
| 墨西哥   | Anaban          | 635  |
| 德國     | Morten          | 631  |
| 中國     | Higher          | 620  |
| 日本     | Pandora         | 620  |
| 日本     | Mugi            | 620  |
| 日本     | KK              | 605  |
| 俄羅斯   | Khazardy        | 600  |
| 新加坡   | Famouskid       | 600  |
| 美國     | Airsurfer       | 595  |
| 祕魯     | King Miniminter | 580  |
| 土耳其   | Furkanarabaci   | 580  |
| 韓國     | Line            | 570  |
| 巴西     | Wallace         | 570  |
| 日本     | Guriko          | 561  |
| 巴西     | Surg TS         | 555  |
| 德國     | Reichert        | 546  |
| 西班牙   | Michifu         | 530  |
| 中國     | Lciop           | 520  |
| 哥倫比亞 | kodigo          | 511  |
| 葡萄牙   | Vitor75         | 496  |
| 阿根廷   | Framsito        | 485  |
| 荷蘭     | BobTheRock      | 480  |
| 日本     | Hajime          | 461  |
| 義大利   | Chief Keef      | 460  |
| 墨西哥   | Hasiel          | 450  |
| 日本     | RAD             | 415  |

## 歷史
本聯賽由Supercell主辦，並分為五大賽區，分別為中國賽區、亞洲賽區、北美洲賽區、歐洲賽區及拉丁美洲賽區，其中亞洲賽區又再細分成日本賽區、韓國賽區及東南亞賽區，由中國和亞洲賽區率先展開春季賽，分別於2018年3月23日和2018年4月27日開始比賽，而北美洲、歐洲及拉丁美洲賽區才分別於2018年8月20日、2018年8月21日及2018年8月13日展開秋季賽，並在各賽區秋季賽結束時間後的12月1日，舉辦首屆全球總決賽，2019年起，Supercell宣布將北美洲、歐洲及拉丁美洲賽區合併為西方賽區，2020年也宣布將中國賽區及亞洲賽區合併為東方賽區，總計東方賽區有8隊，西方賽區有10隊。2021年，因應新冠肺炎肆虐全球，將原本的團體賽制改為個人賽制，共計八個月的獎盃競速賽、千人瑞士輪賽制、32強月度資格賽、8強月度決賽，分別給予不同積分，最後取積分前24名與敗部資格賽8名，共計32人進入世界決賽。

## 現役參賽隊伍

### 東方賽區
| 隊伍名稱      | 加入年分／賽季 | 備註                                                                                                 |
| ------------- | -------------- | --- |
| Nova eSports  | 2018年／春季賽 | 2018年中國賽區春季賽、秋季賽、全球總決賽冠軍；2019年中國春季賽及秋季賽冠軍；2020年東方賽區秋季賽冠軍 |
| W.EDG Mobile  | 2018年／春季賽 | 2019年全球總決賽亞軍                                                                                 |
| TTG           | 2020年／春季賽 | |
| Talon Esports | 2019年／春季賽 | |
| FAV Gaming    | 2018年／春季賽 | 2020年東方賽區春季賽冠軍                                                                             |
| Team Timing   | 2018年／春季賽 | 2018年亞洲賽區秋季賽冠軍                                                                             |
| KIX Team      | 2018年／春季賽 | |
| PONOS Sports  | 2018年／春季賽 | 2018年及2019年亞洲春季賽冠軍 2020年全球總決賽季軍                                                    |

### 西方赛区
| 隊伍名稱          | 加入年分／賽季 | 備註                                          |
| ----------------- | -------------- | --------------------------------------------- |
| Complexity Gaming | 2018年／秋季賽 |                                               |
| Cream Esports     | 2018年／秋季賽 |                                               |
| Dignitas          | 2018年／秋季賽 |                                               |
| Fnatic            | 2018年／秋季賽 |                                               |
| Immortals         | 2018年／秋季賽 | 2018年秋季賽北美洲賽區冠軍                    |
| Team Liquid       | 2018年／秋季賽 | 2019年全球總決賽冠軍                          |
| Misfits           | 2018年／秋季賽 |                                               |
| NRG Esports       | 2018年／秋季賽 |                                               |
| paiN Gaming       | 2018年／秋季賽 | 2020年全球總決賽殿軍                          |
| Team Queso        | 2018年／秋季賽 | 2018年秋季賽歐洲賽區冠軍 2020年全球總決賽冠軍 |
| SK Gaming         | 2018年／秋季賽 | 2020年全球總決賽亞軍                          |
| Tribe Gaming      | 2018年／秋季賽 |                                               |

## 賽制

### 東方賽區賽制
採用BO3賽制，每場比賽都會按照2v2、KOF、1v1賽制進行，賽季結束後每組前六名隊伍可晉級季後賽，季後賽採用BO5賽制，而每場比賽都會按照2v2、KOF、1v1、1v1、1v1的順序進行，率先獲得3場勝利的隊伍贏得整場比賽，季後賽則是採用種子制度，賽季前二之隊伍者可晉級愈高的季後賽，比賽順序為各組第三名至第六名採雙淘汰賽制，勝者組第一與季賽第二名對決，敗者組第一與季賽第一名對決，而輸者進行季軍賽，勝者進行冠軍賽，最終排名前四者可參加全球總決賽。

### 西方賽區賽制
採用BO3賽制，賽季結束後前六名隊伍可晉級季後賽，季後賽同樣採用BO3賽制，而每場比賽都會按照1v1、2v2和KOF的順序進行，率先獲得2場勝利的隊伍贏得整場比賽，季後賽則是採用種子制度，排名愈高者可晉級愈高的季後賽，比賽順序為各組第三名和第四名對決，贏者可晉級第二輪和各組第二名對決，第三輪則是各組第一名和第二輪贏者對決，最後進行冠軍賽，冠軍賽獲勝者可參加全球總決賽。
- KOF為BO1的3v3對戰，兩隊3名選手排序出戰。勝方選手繼續接受挑戰，敗方更換下一名選手上場，直至一方擊敗對手全部3名選手，獲得整場勝利。

## 外部連結
- CRL中國賽區官網（简体中文）
- CRL亞洲賽區官網 （页面存档备份，存于）（英文）（中文）（日語）
- CRL西方賽區官網 （页面存档备份，存于）（英文）（西班牙文）（德文）（西班牙文）（法文）（意大利文）（葡萄牙文）